# Pseudemys rubriventris
Pseudemys rubriventris là một loài rùa trong họ Emydidae. Loài này được Le Conte mô tả khoa học đầu tiên năm 1830.

## Hình ảnh

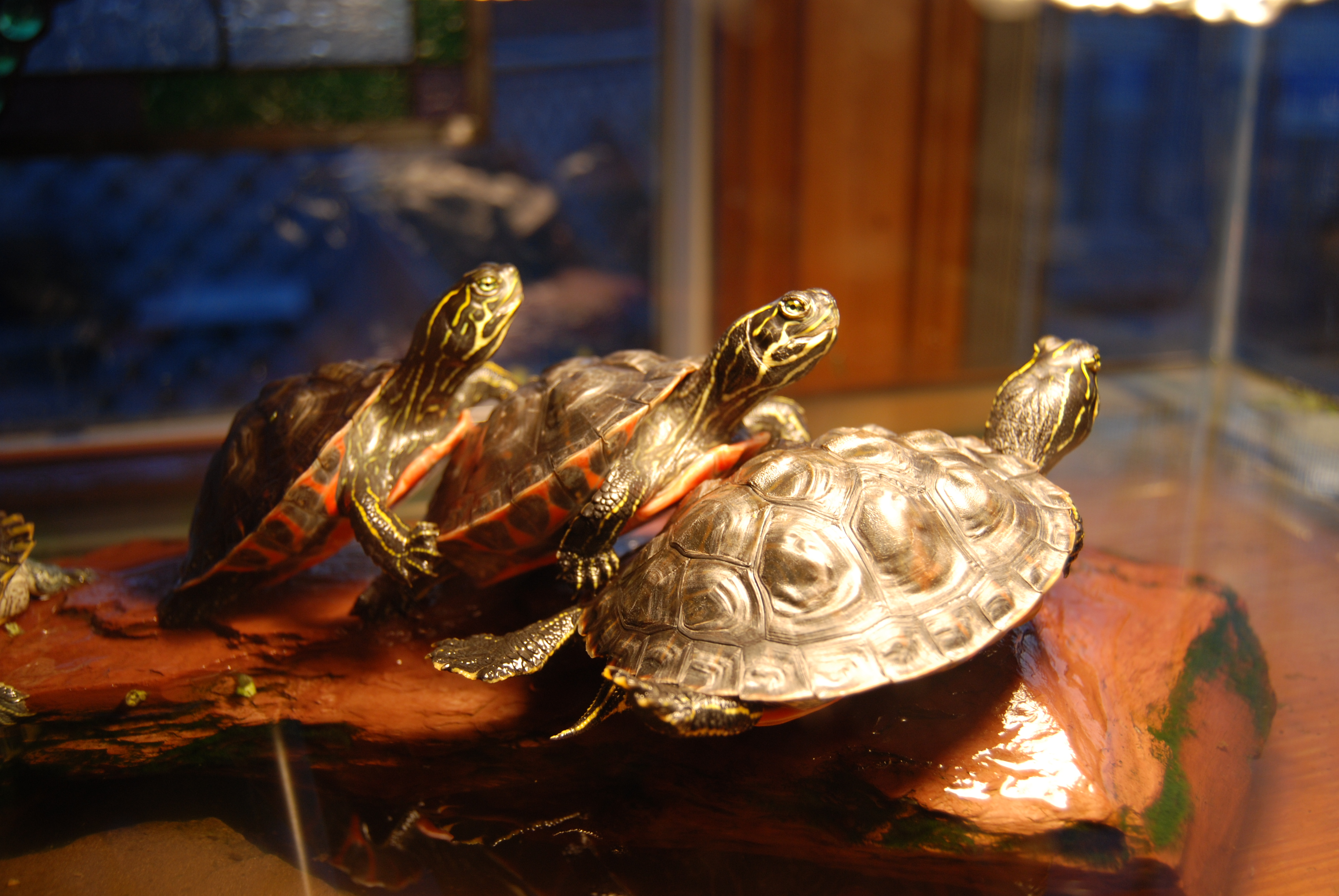
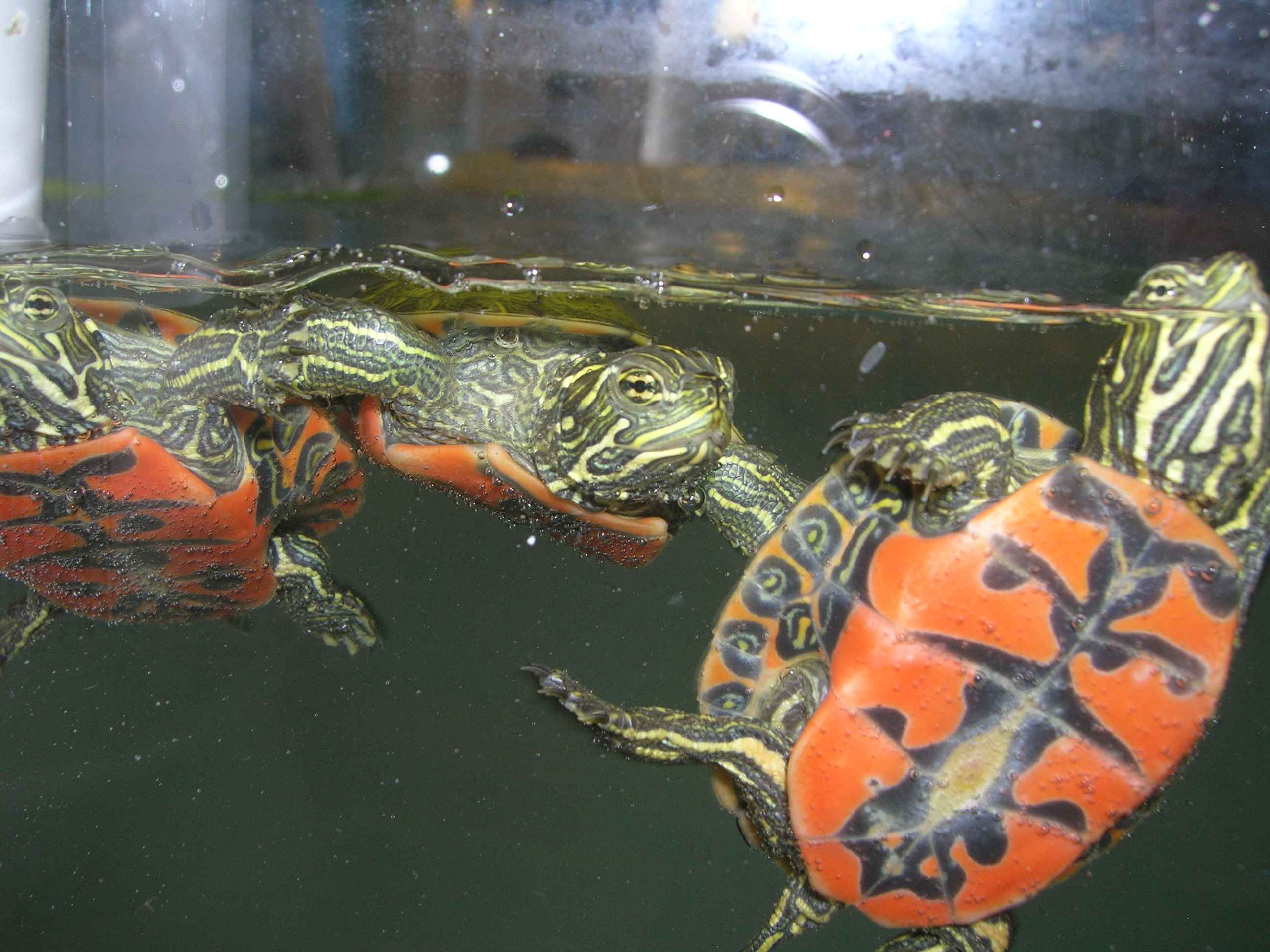
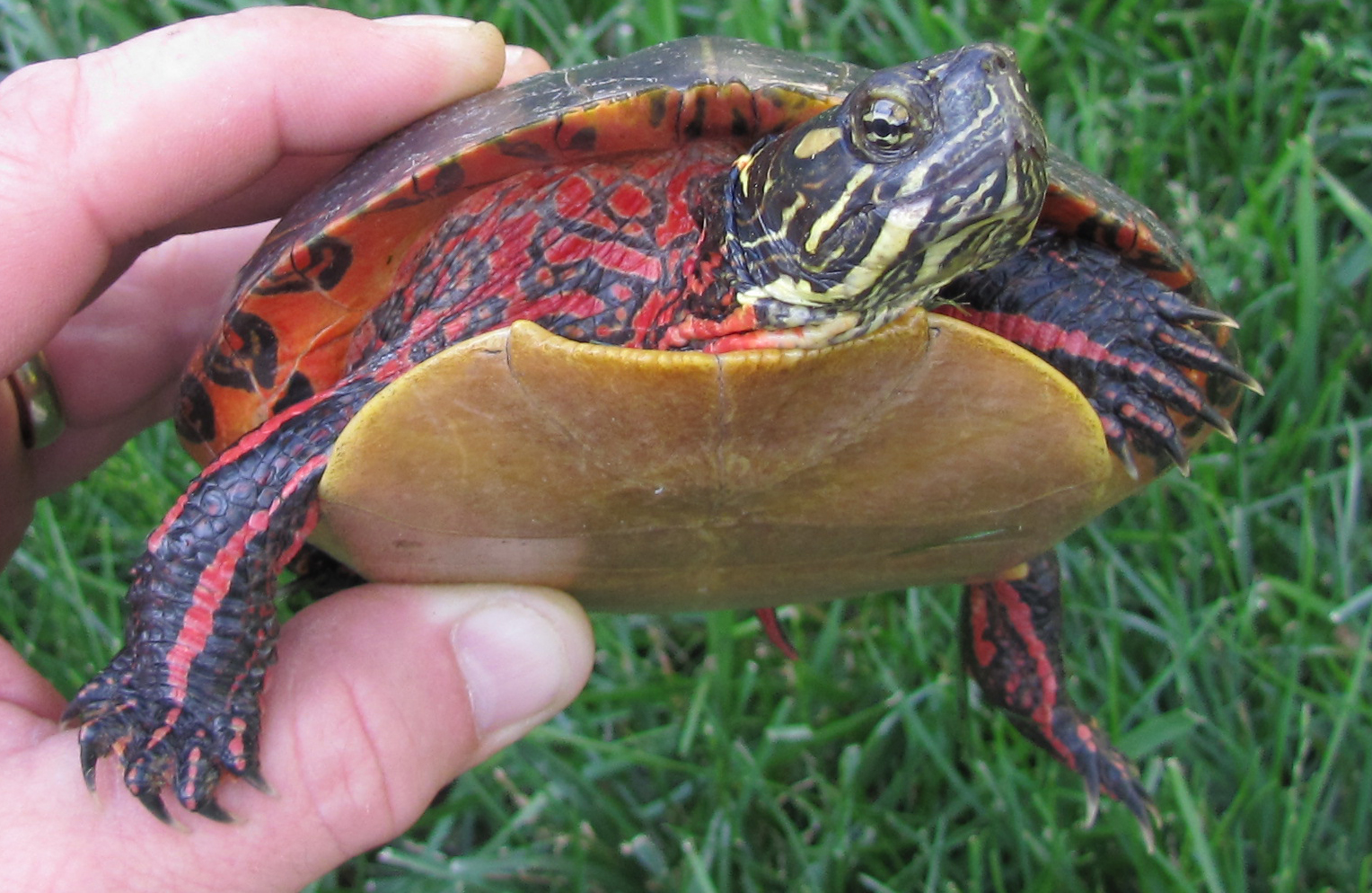
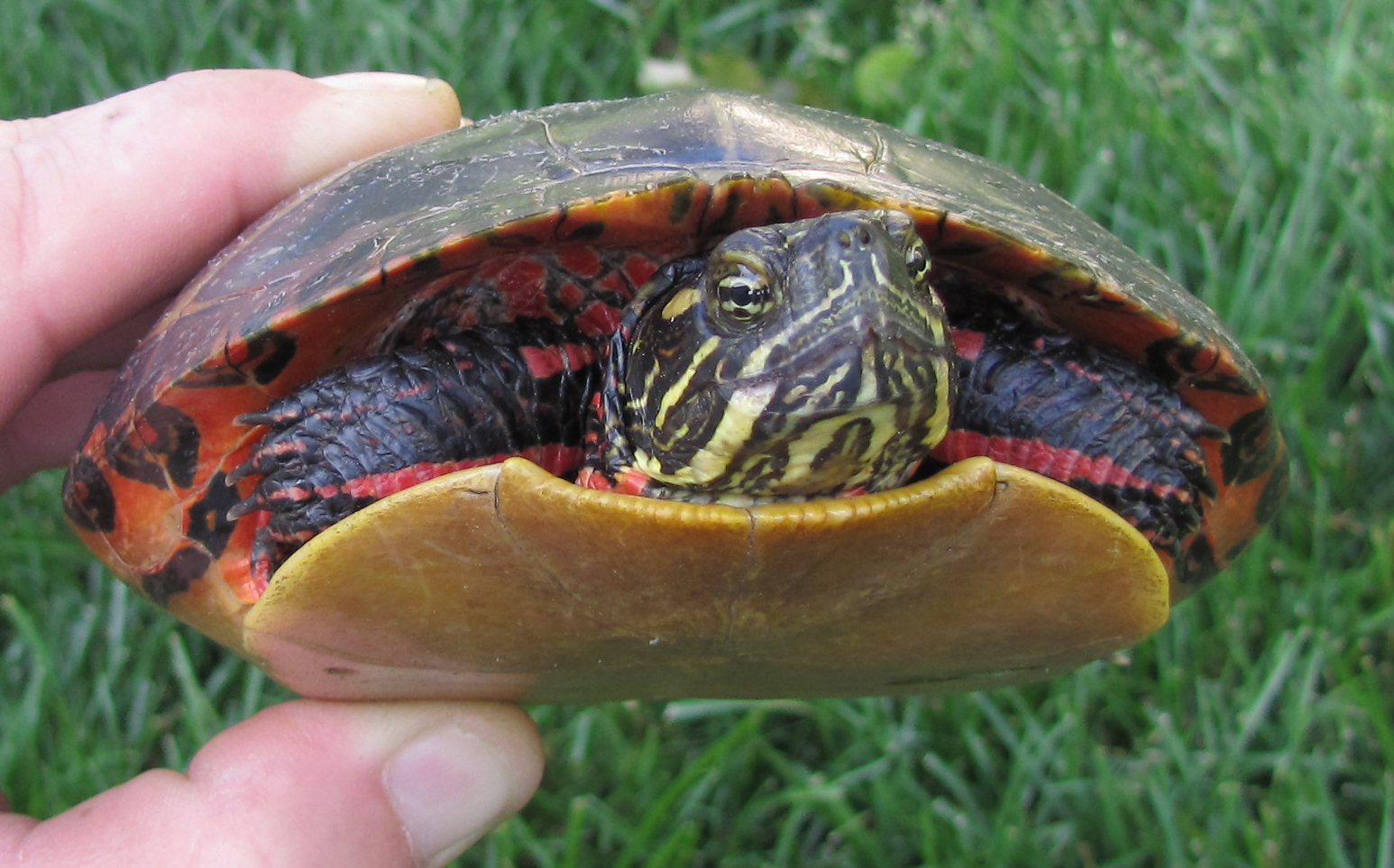